# ستانلي والش
ستانلي والش (بالإنجليزية: Stanley Walsh)‏ هو منتج تلفزيوني بريطاني، ولد في 1938 في إنجلترا في المملكة المتحدة، وتوفي في 17 سبتمبر 2008.

## وصلات خارجية
- ستانلي والش على موقع IMDb (الإنجليزية)
- ستانلي والش على موقع قاعدة بيانات الفيلم (الإنجليزية)